# はじめよう英会話
『はじめよう英会話』（はじめようえいかいわ）は、NHK教育テレビジョンで放送された英語講座である。

## 概要
NHKでは、1998年に英語以外のテレビ語学講座で、年間で40個の基本表現を学ぶスタンダード40というスタイルを導入した。この番組は、その英語版として翌1999年にスタートし、テレビ英語講座においては入門者・初級者を対象とする講座だった。ただ、この講座は英語講座であるため、半年で40個の基本表現を学ぶ方式だった。
合計で4シリーズ制作されて終了した。この番組の役目は2003年に始まった『100語でスタート!英会話』に引き継がれた。

## 放送時間
- 本放送：月曜日 7:10 - 7:30
- 再放送：月曜日 24:30 - 24:50、水曜日 24:00 - 24:20

## シリーズ
第1シリーズ
- タイトル：「はじめよう英会話 スタンダード40」
- 放送期間：1999年4月 - 9月、同年10月 - 2000年3月（再放送）、同年10月 - 2001年3月（再々放送）
- 講師：スティーブ・ソレイシィ
- アシスタント：あさつき緑

第2シリーズ
- タイトル：「はじめよう英会話 松本茂のスタンダード40」
- 放送期間：2000年4月 - 同年9月、2001年10月 - 2002年3月（再放送）
- 講師：松本茂 (第1、第3シリーズではスキットの執筆を担当。現在[いつ?]おとなの基礎英語の講師)
- 生徒：ぜんじろう、梶瑞枝

第3シリーズ
- タイトル：「はじめよう英会話 スティーブ・ソレイシィの新スタンダード40」
- 放送期間：2001年4月 - 9月、2002年10月 - 2003年3月（再放送）
- 講師：スティーブ・ソレイシィ
- アシスタント：あさつき緑

第4シリーズ
- タイトル：「はじめよう英会話 松本茂の新・スタンダード40」
- 放送期間：2002年4月 - 同年9月、2003年10月 - 2004年3月（再放送）
- 講師：松本茂
- アシスタント：パトリック・ハーラン
- 生徒：絹代